# Hi-Fi klubben
Hi-Fi klubben är en butikskedja som säljer stereoanläggningar (Hi-Fi) och viss annan hemelektronik. Kedjans profil är att erbjuda "Value for money" och "Value for time".
Exempel på märken som saluförs av kedjan är Denon, DALI, NAD och Bowers & Wilkins. Hi-Fi klubben grundades av Peter Lyngdorf i Danmark 1976 och etablerades i Sverige 1980 och i Norge 1988.
Det hela började med att Peter Lyngdorf importerade NAD och Cerwin-Vega till Danmark för att sedan sprida verksamheten.